# Принцип причинності
У фізиці принцип причинності, також відомий як принцип казуальності, стверджує, що якщо одне явище (зване причиною) породжує інше явище (зване наслідком), то причина передує наслідку (часовий порядок). Принцип причинності є одним з «реалістичних» обмежень, що накладаються на будь-яку математично послідовну теорію, щоб вона була фізично прийнятною.
За словами Жиля Коена-Таннуджі (фр. Gilles Cohen-Tannoudji), «принцип причинності, безсумнівно, буде одним з останніх, від якого колись відмовиться наука». Дотепер цей принцип не було спростовано експериментально, але деякі теорії передбачають зворотний причинно-наслідковий зв'язок.
Тривалий час принцип причинності був дуже тісно пов'язаний з питанням детермінізму, згідно з яким за однакових умов однакові причини спричиняють однакові наслідки. Однак з появою явищ, що мають за своєю природою статистичний характер (таких як радіоактивний розпад атома або вимірювання у квантовій механіці), він відійшов від цього. Залежно від галузі фізики, що розглядається, вона набуває зовсім інших форм.

## Причинність у різних галузях фізики

### Причинність у різних галузях фізики
Принцип каузальності (часового порядку причинності) був явно сформульований пізно (Жан Ле Рон д'Аламбер і Ейлер можна вважати першими, хто його чітко висловив), але його розумів ще Декарт і неявно використовував Ісаак Ньютон, відкидаючи таким чином кінцеву причину Арістотеля, яка робить майбутню подію причиною минулої події.
За словами Жиля Коена-Таннуджі, цей принцип, який є математично необмеженим, був нав'язаний фізиками як принцип реальності і мав численні теоретичні наслідки з часів спеціальної теорії відносності, які ніколи не були спростовані експериментами. Зокрема, у квантовій фізиці:
- У нерелятивістській квантовій механіці цей принцип допускає просторову нелокальність одночасності.
- У фізиці елементарних частинок, при народженні другого квантування, цей принцип змусив Поля Дірака вважати, що теоретичні частинки, які він знайшов у своєму рівнянні, були не частинками з від'ємною енергією, що рухаються назад у часі, а античастинками з додатною енергією, які слідують за нормальним плином часу.
- У квантовій електродинаміці цей принцип привів до введення СРТ-симетрії і до розгляду зворотності елементарних фізичних процесів як віртуальної, відкривши таким чином шлях до перенормування інтегралів Фейнмана, що призвело до появи Стандартної моделі.
- У спеціальній теорії відносності цей принцип вимагає відкинути частину групи Лоренца як нереальну.
- У загальній теорії відносності цей принцип вимагає, щоб певні розв'язки рівнянь Ейнштейна вважалися нереальними.

### У класичній фізиці

#### Загальні положення
Класична фізика базується, серед іншого, на принципі причинності, який стверджує, що наслідок повністю визначається попередніми діями. Наслідком є зміна стану досліджуваної фізичної системи, зумовлена причинами (тими, які можна ідентифікувати) і силами, які діють на систему (або при контакті, як удари і тертя, або на відстані, як гравітація чи електромагнітні сили, які переносяться полями), або подіями, які породжують ці сили. Ісаак Ньютон, написавши, що існує пропорційність між рушійною силою (причиною) і змінами в русі (наслідком), зробив вивчення причинності кількісним дослідженням, яке є основою фізики. Проблема можливої різниці в природі між причиною і наслідком, таким чином, зводиться до питання про часовий порядок між станами всієї досліджуваної системи, оскільки ці стани можуть розглядатися як причини і наслідки один одного.
Детерміністичне передбачення майбутніх станів на основі знання минулих, здається, «природно» пов'язане з принципом причинності в класичній фізиці, але це означало б забути, що в експериментальній практиці жодні дані не є досконало відомими, що в теорії математична складність починається, як тільки присутні три тіла, і що теорія хаосу народилася з самого детермінізму.

#### Термодинаміка та статистична фізика стабільних макроскопічних тіл
Макроскопічне тіло — це тіло, що складається з величезної кількості частинок (атомів або молекул). Якщо цим питанням займається класична або релятивістська фізика, то, за гіпотезою, причинно-наслідковий зв'язок повністю поширюється і на кожне мікроскопічне тіло, що становить ціле, особливо щодо їх взаємних впливів, однак його прояв суттєво відрізняється від випадку простіших систем. Велика кількість окремих компонентів (ступенів свободи) макроскопічного тіла робить недоцільним на практиці визначення рівнянь руху методами класичної фізики. Навіть повне визначення початкового стану системи є «плодом уяви».
У цьому контексті закони макроскопічного тіла можна записати за допомогою статистики: якщо система «стабільна», то будь-яка зміна малої амплітуди лише на мить (на час релаксації) виводить її з рівноважного стану, і тому загальний стан системи з дуже високою ймовірністю визначається в безпосередній близькості від цього середнього стану. Для будь-якого мікроскопічного тіла, складової макроскопічного цілого, стан можна визначити лише статистично: існує середній стан станів цих тіл, а також інші можливі стани з відповідними ймовірностями; але визначити їхній стан зі звичайною точністю класичної фізики неможливо.
Будь-який вплив на макроскопічне ціле розсіюється завдяки безперервним обмінам між мікроскопічними компонентами та згідно зі статистичними законами, і цей вплив відбивається таким чином на кожному мікроскопічному тілі. Стан (середній або тимчасовий) макроскопічного тіла або конкретний стан одного з його мікроскопічних компонентів походить від причини, яка була розсіяна і гомогенізована таким чином, і через це неможливо повністю визначити попередній стан, навіть теоретично ми не можемо знайти початковий стан. Крім того, неможливість передбачити точний стан, а лише статистичний стан макроскопічного або мікроскопічного тіла означає, що ми іноді говоримо про індетермінізм. Введення квантової фізики в цю систему лише підтверджує це спостереження.

#### Проблема початкових умов
Оскільки причинно-наслідковий зв'язок є цілком застосовним, Анрі Пуанкаре показав у 1890-1900 роках, що навіть прості системи класичної фізики можуть бути дуже чутливими до змін початкових умов: для деяких дуже простих систем нескінченно мала зміна може призвести до дуже різної подальшої еволюції системи. Отже, оскільки неможливо знати початкові умови системи з абсолютною точністю, і оскільки також неможливо знати точні вимірювання кожної впливової причини — адже навіть класична фізика є експериментальною наукою - вся можлива строгість не завжди дозволяє нам передбачити майбутній стан системи.
Детермінізм стверджує, що за однакових умов однакові причини спричиняють однакові наслідки. На практиці це "за однакових умов" створює проблему, оскільки початкові умови системи не можуть бути абсолютно відомі, тож якщо те, що здається «тим самим експериментом», провести двічі, щось обов'язково буде іншим. Однак багато з досліджуваних систем є «стабільними», тобто невеликі початкові варіації призводять до невеликих варіацій в еволюції системи, тим більше, що вони вивчаються лише протягом короткого періоду часу в їхній історії. Сонячна система, з іншого боку, є прикладом нестабільної системи, тобто хаотичної.

### В електромагнетизмі
Теорія електромагнетизму проливає світло на низку ситуацій, в яких принцип причинності відіграє вирішальну роль. Будь-яка частинка з електричним зарядом створює електричне поле в просторі. Якщо ця частинка рухається, то вона також генерує магнітне поле. Більше того, оскільки частинка заряджена, вона взаємодіє з кожним електричним і магнітним полем. Розрахунки показують, що заряджена частинка насправді може взаємодіяти і з власним полем. Отже, на рухому частинку діє сила, яка створюється самою частинкою. Ця сила називається силою Абрахама-Лоренца. Якщо до зарядженої частинки прикласти силу в момент часу {\displaystyle t_{0}}, то сила Абрахама-Лоренца означає, що електричний заряд почне рухатися приблизно в момент часу {\displaystyle t_{0}-\tau }, де величина {\displaystyle \tau } визначається за допомогою :
{\displaystyle \tau ={\frac {2}{3}}{\frac {q^{2}}{4\pi \epsilon _{0}}}{\frac {1}{mc^{3}}}}
де q — електричний заряд частинки, m — її маса, c — швидкість світла і ε0 — діелектрична проникність вакууму. Цей характерний час є надзвичайно малим: для електрона він має порядок 6×10-24 секунди. Це очевидне порушення причинності є, по суті, ознакою існування меж здатності класичного електромагнетизму описувати нескінченно мале: на шкалах часу порядку {\displaystyle \tau } і на шкалах відстаней порядку {\displaystyle c\tau } (тобто 2×10-15 метрів для електрона) електромагнетизм не здатний повністю описати мікроскопічні явища. Однак ця ситуація не є проблематичною для фізики, оскільки нижче певного масштабу, який називається комптонівською довжиною хвилі частинки, ми знаємо, що для опису поведінки і структури елементарних частинок необхідно звертатися до квантової механіки. У цьому випадку легко показати, що комптонівська довжина хвилі завжди більша за величину {\displaystyle c\tau } для частинки. Для електрона співвідношення між ними дорівнює 3 / 2 α, де α - стала тонкої структури.

### У теорії відносності
Фізичні гіпотези, що лежать в основі спеціальної (або загальної) теорії відносності, дозволяють розробити математичну модель простору-часу без гравітації (або з гравітацією). Ці дві математичні моделі є метричними теоріями плоского простору в одному випадку і неплоского простору в іншому, але вони узгоджуються з реальністю (скажімо, з досвідом), лише якщо на них накладені певні обмеження і «реалістичні» значення. Так, з математичної точки зору, довжина може бути від'ємною, час може текти у двох можливих напрямках, тіло уявної маси рухається зі швидкістю, більшою за граничну, можливі від'ємна маса і гравітаційне відштовхування тощо. Тому важливо не плутати можливість математичної моделі з фізичною можливістю, але це не завжди очевидно,
- Існування антиматерії було вперше виведено з рівнянь Поля Дірака, перш ніж було підтверджено експериментально;
- Можливість існування антиматерії з від'ємною масою та гравітаційним відштовхуванням стала предметом наукових досліджень та експериментів з початку 2000-х років.[5][5][6]

Принцип причинності систематично є одним із критеріїв реальності, що накладається на всі ці теорії.

#### Спеціальна теорія відносності
Спеціальна теорія відносності ввела нові формули для зміни галілеєвих систем відліку, виведені з існування неперевершеної швидкості (і з принципу відносності): перетворення Лоренца. Порушення хронологічного порядку причинно-наслідкових зв'язків поставило б під сумнів фізичну обґрунтованість теорії спеціальної відносності, яка ґрунтується на існуванні обмеження швидкості передачі інформації, передачі, яка може відбуватися лише у висхідному порядку часу. Ця теорія вимагає дотримання принципу причинності в усіх галілеєвих системах відліку.

Після цього необхідно запровадити сильніше формулювання принципу причинно-наслідкового зв'язку:
Кожен наслідок має причину, і причина передує наслідку в будь-якій галілеєвій системі відліку із затримкою, що принаймні дорівнює часу, необхідному для подорожі від місця розташування причини до місця розташування наслідку з неперевершеною швидкістю.
Одним з наслідків цього переформулювання є те, що якщо дві події не можуть з'єднатися зі швидкістю, меншою або рівною цій граничній швидкості, то вони не мають прямого причинно-наслідкового зв'язку (одна з них не може бути причиною іншої). Інший висновок полягає в тому, що якщо дві події можуть з'єднатися зі швидкістю, меншою або рівною цій граничній швидкості в галілеєвій системі відліку, то вони також можуть бути з'єднані в будь-якій галілеєвій системі відліку, і тоді вони можуть бути пов'язані причинно-наслідковим зв'язком, який буде йти від найдавнішої до найпізнішої події (цей порядок не змінюється від однієї системи відліку до іншої).
Суто математична теорія, заснована на дослідженні простору-часу Мінковського, допускає зміни системи відліку, які змінюють напрямок часу, а отже, мислимі зміни системи відліку, які не поважають причинність: це неортохронні перетворення. Щоб фізична інтерпретація цієї математики була можливою в контексті зміни системи відліку, ми обмежимося використанням ортохронних перетворень, які утворюють групу.
Суто математична теорія, заснована на дослідженні простору-часу Мінковського, допускає зміни системи відліку, які змінюють напрямок часу, а отже, мислимі зміни системи відліку, які не поважають причинність: це неортохронні перетворення. Щоб фізична інтерпретація цієї математики була можливою в контексті зміни системи відліку, ми обмежимося використанням ортохронних перетворень, які утворюють групу.

#### Загальна теорія відносності
Загальна теорія відносності дозволяє визначити структуру простору-часу з розподілу матерії. Однак існує певна свобода у визначенні структури. Наприклад, за відсутності матерії та гравітаційних хвиль простір-час можна локально ототожнити з простором Мінковського спеціальної теорії відносності, але існують й інші рішення, що базуються на цьому. Серед іншого, можна змінити топологію простору-часу, зберігаючи його локально міньковський характер, наприклад, ідентифікуючи точки простору під дією набору трансляцій. У такій конфігурації простір може бути періодичним, і математично він має структуру тора. Таке рішення, як не дивно, не забороняється математикою загальної теорії відносності. Так само вони не забороняють часу бути періодичним, тобто у звичайній системі координат ототожнюються моменти часу {\displaystyle t} і {\displaystyle t+t_{0}}, де {\displaystyle t_{0}} є довільною сталою. Такий тип конфігурації порушує принцип причинності: стаціонарний спостерігач у цій системі координат жив би точно періодичним існуванням і помер би, перш ніж відродитися знову. Така конфігурація явно порушує принцип причинності (технічно кажуть, що вона має замкнені часові криві). Взагалі кажучи, будь-яке рішення загальної теорії відносності, що порушує принцип причинності, вважається фізично неприйнятним, навіть якщо воно є математично точним.
Тому багато патологічних рішень, отриманих з математики загальної теорії відносності, «існують». Зокрема, за наявності певних типів чорних дір, коли вони виконують роль червоточин, тобто проходів в інші регіони Всесвіту, можна продемонструвати ситуації, що порушують принцип причинності. Ці розв'язки — з тих самих причин, що й викладені вище, — вважаються нефізичними, і, здається, не існує жодної можливості експериментального генерування таких конфігурацій з відомих фізичних процесів. Гіпотеза про те, що жоден фізичний процес не може призвести до таких ситуацій, які вважаються патологічними, називається гіпотезою хронологічного захисту.
Окрім чорних дір і червоточин, існує кілька точних розв'язків математичних рівнянь загальної теорії відносності, які мають «патології». Одним з перших знайдених і досі одним з найвідоміших є робота австрійського математика Курта Геделя: всесвіт Геделя, в якому існують часові криві, замкнені в собі. Його часто використовують для ілюстрації дивних аспектів певних просторово-часових структур, сформованих матерією.

#### Тахіони
Тахіони — це гіпотетичні частинки, які, як припускають, рухаються швидше за світло. Якщо для одного спостерігача тахіон випромінюється з точки А в точку В, то для іншого спостерігача, який рухається досить швидко відносно першого, можна побачити, що тахіон рухається від В до А: отже, неможливо визначити, в якому напрямку (від А до В чи від В до А) насправді рухається тахіон. Якби, крім того, тахіон був здатний передавати інформацію, то це поставило б під сумнів принцип причинності. З цієї причини у фізиці елементарних частинок існування тахіонів вважається неможливим. Якщо фізична теорія передбачає існування тахіонів, то така теорія вважається фізично нереалістичною. Деякі спрощені моделі теорії струн підпадають під цю категорію і тому вважаються непридатними для опису природи. Реалістичні моделі теорії струн не страждають від цієї проблеми.